# Tonite at Midnight: Live Greatest Hits from Around the World
Tonite at Midnight: Live Greatest Hits from Around the World (англ. Сегодня в полночь: Лучшие хиты «вживую» со всего мира) — сборник концертных выступлений американской рок-группы ZZ Top, вышедший в 2016 году в форматах CD и 2LP.

## Об альбоме
Альбом представляет собой компиляцию концертных записей группы, сделанных в разное время и в разных местах. 
Стивен Эрлевайн поставил альбому баллов три балла из пяти  и сказал, что «Голос Билли Гиббонса настолько хриплый, что кажется каким-то оборванным, но это позволяет отличить этот вариант от отполированных студийных; конечно, этот вариант сам по себе не лучше, но без сомнения [демонстрирует] работу группы, члены которой хорошо устроились в свои преклонные годы, не желая ничего менять» . Сам Гиббонс сказал, что «Это настоящий документ о жизни ZZ Top. Эта коллекция в стиле абстрактного сюрреализма есть исчерпывающая хроника группы, которая была вместе четыре с лишним десятилетия, и стремится делать то, что она делает» 
На двух композициях записано выступление Джеффа Бека в качестве гостя, и ещё на двух Джеймса Хармана (гармоника).

## Список композиций (CD)
| №   | Название                                                                          | Длительность |
| --- | --------------------------------------------------------------------------------- | ------------ |
| 1.  | «Got Me Under Pressure» (записана в Нью-Йорке)                                    |              |
| 2.  | «Beer Drinkers & Hell Raisers» (записана в Лас-Вегасе)                            |              |
| 3.  | «Cheap Sunglasses» (записана в Париже)                                            |              |
| 4.  | «Waiting' For The Bus» (записана в Нэшвилле (с участием Джеймса Хармана))         |              |
| 5.  | «Jesus Just Left Chicago» (записана в Нэшвилле (с участием Джеймса Хармана))      |              |
| 6.  | «Legs» (записана в Сан-Пауло)                                                     |              |
| 7.  | «Sharp Dressed Man» (записана в Лос-Анджелесе)                                    |              |
| 8.  | «Rough Boy» (записана в Лондоне (с участием Джеффа Бека))                         |              |
| 9.  | «Pincushion» (записана в Берлине)                                                 |              |
| 10. | «La Grange» (записана в Далласе)                                                  |              |
| 11. | «I'm Bad, I'm Nationwide» (записана в Ванкувере)                                  |              |
| 12. | «Tube Snake Boogie» (записана в Риме)                                             |              |
| 13. | «Gimmie All Your Lovin'» (записана в Хьюстоне)                                    |              |
| 14. | «Tush» (записана в Tush)                                                          |              |
| 15. | «Sixteen Tons» (кавер Мерла Трэвиса, записана в Лондоне (с участием Джеффа Бека)) |              |

## Состав
- Билли Гиббонс — вокал, гитара
- Дасти Хилл — бас-гитара
- Фрэнк Бирд — ударные